# Lifelines
Lifelines – siódmy album z 2002 norweskiej grupy popowej, a-ha.

## Lista utworów
1. Lifelines – 4:17
2. You Wanted More – 3:39
3. Forever Not Yours – 4:06
4. There's A Reason For It – 4:21
5. Time And Again – 5:03
6. Did Anyone Approach You? – 4:10
7. Afternoon High – 4:30
8. Oranges On Appletrees – 4:16
9. A Little Bit – 4:10
10. Less Than Pure – 4:13
11. Turn The Lights Down – 4:14
12. Cannot Hide – 3:19
13. White Canvas – 3:27
14. Dragonfly – 3:19
15. Solace – 4:20
16. Summer Moved On – 4:37
17. Velvet – 4:19
18. Minor Earth Major Sky – 5:25

## Listy sprzedaży
| Lista               | Kraj            | Pozycja |
| ------------------- | --------------- | ------- |
| VG-Lista            | Norwegia        | 1       |
| Ö3 Austria Top 40   | Austria         | 2       |
| UK Albums Chart     | Wielka Brytania | 67      |
| Schweizer Hitparade | Szwajcaria      | 6       |